# Lopo Homem

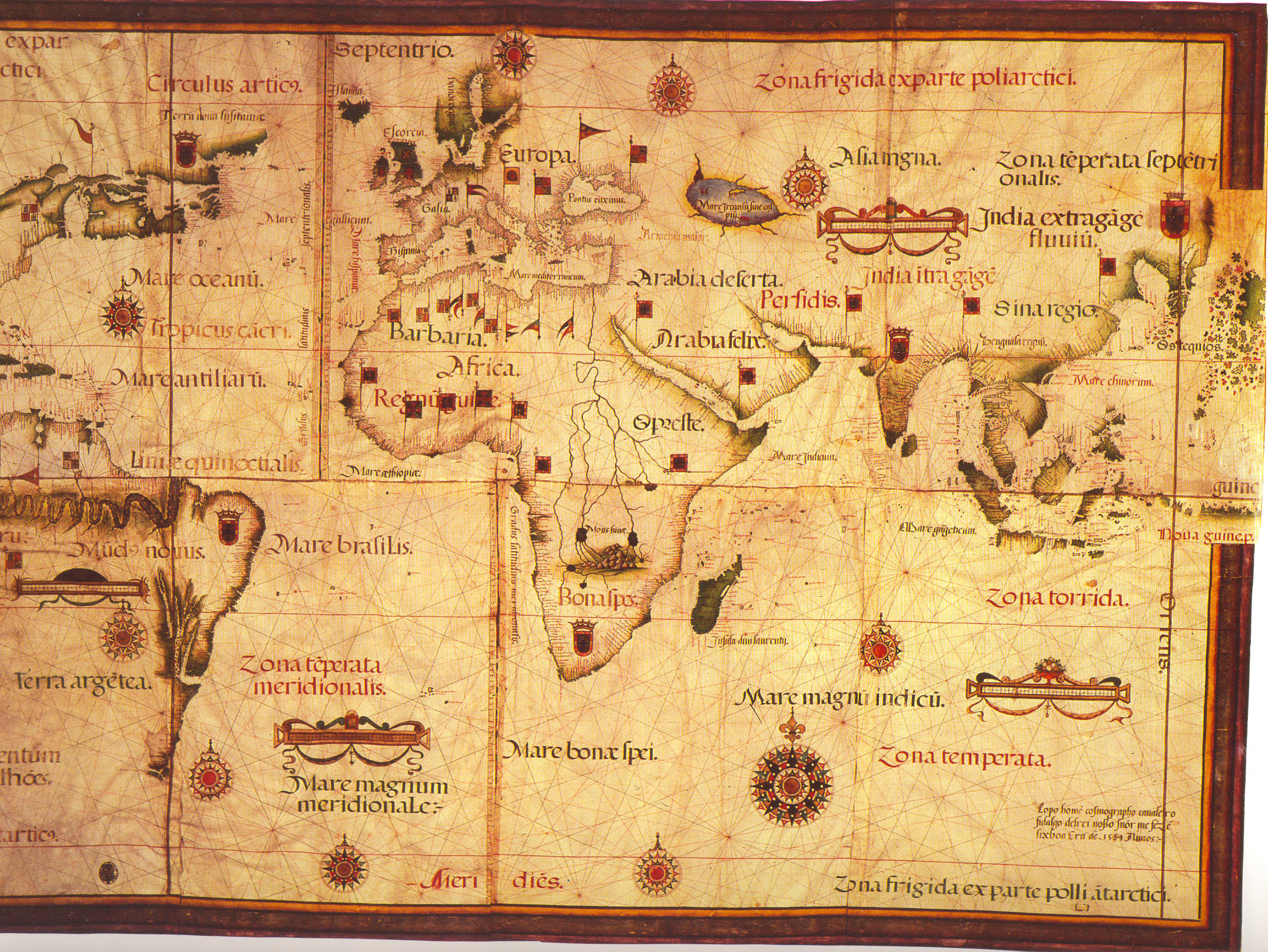
Mapa mundi de Lopo Homem

Lopo Homem va ser un eminent cartògraf i cosmògraf portuguès del segle xvi. Era pare del també cartògraf Diogo Homem.

## Obra
La seva primera obra coneguda és un planisferi descobert a Londres el 1930. A Florència hi ha un altre dels seus planisferis, datat el 1554, i a la Biblioteca Nacional de Lisboa també es conserva una carta marítima (que abans de 1910 es trobava al Paço das Necessidades i que pertanyia al rei Carles I de Portugal). Aquest treball és atribuït al cartògraf lusità per Armando Cortesão, que dedica a Lopo Homem una extensa secció en la seva obra Cartografia e cartógrafos portugueses dos séculos XV e XVI.

## Obres
- Planisferi - (1519) (es troba actualment a Londres)
- Planisferi - (1554) (es troba actualment a Florència)
- Carta Marítima - (es troba actualment a la Biblioteca Nacional de Portugal)